# Streckerova syntéza aminokyselin
Streckerova syntéza aminokyselin je syntéza aminokyselin reakcemi aldehydů s amoniakem za přítomnosti kyanidu draselného. Touto kondenzační reakcí vzniká α-aminonitril, který je následně hydrolyzován na aminokyselinu.
V průmyslu se tento postup používá na výrobu racemického methioninu z methionalu.
Při použití amonných solí vznikají nesubstituované aminokyseliny, substituované lze získat z primárních a sekundárních aminů. Obdobně vede použití ketonů namísto aldehydů k tvorbě α,α-disubstituovaných aminokyselin.

## Mechanismus
Reakce začíná protonováním karbonylového kyslíku aldehydu, po který je poté následuje nukleofilně atakován amoniakem. Po následné výměně protonů se odštěpí voda z iminiového iontu. Kyanidový ion reaguje s iminiovým za vzniku aminonitrilu.
V druhé části procesu je nitrilový dusík aminonitrilu protonován a uhlíkový atom nitrilové skupiny reaguje s vodou, čímž se po výměně protonů vytvoří 1,2-diaminodiol. Po protonaci aminové skupiny se odštěpí amoniak a nakonec proběhne deprotonace hydroxylové skupiny za tvorby aminokyseliny.
Streckerova syntéza se používá na výrobu derivátu L-valinu z methylizopropylketonu:

## Asymetrické Streckerovy reakce

Katalytická asymetrická Streckerova syntéza

Jsou známy i asymetrické Streckerovy reakce; například při nahrazení amoniaku (S)-alfa-fenylethylaminem (sloužícím jako chirální pomocník) vzniká chirální alanin.
Účinnost katalytických asymetrických Streckerových reakcí lze zlepšit pomocí katalyzátorů odvozených od thiomočoviny.
V roce 2012 byl použit katalyzátor založený na BINOLu, za jehož přítomnosti se vytvářel chirální kyanidový anion.

## Historie
Německý chemik Adolph Strecker objevil posloupnost reakcí, kterými vznikají aminokyseliny z aldehydů či ketonů. V původní Streckerově reakci se při použití acetaldehydu, amoniaku a kyanovodíku po hydrolýze vytvořil alanin.
Při běžných Streckerových syntézách se tvoří racemické směsi α-aminokyselin, ovšem při zapojení chirálních pomocníků nebo asymetrických katalyzátorů lze provést i asymetrické Streckerovy reakce.
První asymerická syntéza využívající chirální katalyzátor byla oznámena v roce 1996.

## Průmyslová výroba aminokyselin
Existují i jiné způsoby syntézy aminokyselin, než je Streckerova syntéza.
Průmyslová výroba aminokyselin je převážně založena na bakteriích vytvářejících jednotlivé aminokyseliny v nadměrných množstvích, přičemž jim jako zdroj uhlíku slouží glukóza; získat je lze také enzymatickými přeměnami syntetických meziproduktů (například meziproduktem výroby L-cysteinu je kyselina 2-aminothiazolin-4-karboxylová). Kyselina asparagová je vyráběna adicí amoniaku na kyselinu fumarovou pomocí lyázy.
Jeden z nejstarších postupů začíná Hellovou–Volhardovou–Zelinského bromací na α-uhlíku karboxylové kyseliny, následnou nukleofilní substitucí se alkylbromid přemění na aminokyselinu.